# Mithrenes asperulus
Mithrenes asperulus är en insektsart som beskrevs av Carl Stål 1877. Mithrenes asperulus ingår i släktet Mithrenes och familjen Phasmatidae. Inga underarter finns listade i Catalogue of Life.